# El Besaya
El Besaya és una comarca de Cantàbria al centre de Cantàbria i la seva capital és Torrelavega. La comarca és travessada pel riu Besaya. A pesar que ja existeix una llei de comarcalització de Cantàbria, aquesta encara no ha estat desenvolupada per tant la comarca no té entitat real.

## Geografia
Els municipis de la comarca són Anievas, Arenas de Iguña, Bárcena de Pie de Concha, Cartes, Cieza, Los Corrales de Buelna, Molledo, Polanco, San Felices de Buelna, Suances i Torrelavega.
.
La població total de la comarca arriba a la xifra de 91.837 habitants, segons dades del INE de l'any 2006 (veure taula). Segons les dades del mateix any, els seus tres nuclis més poblats, de maig a menor, són: Torrelavega (56.143), Los Corrales de Buelna (11.091) i Suances (7.393). I els seus tres nuclis menys poblats, de menor a major, són: Anievas (376), Bárcena de Pie de Concha (800) i Molledo (1.770).

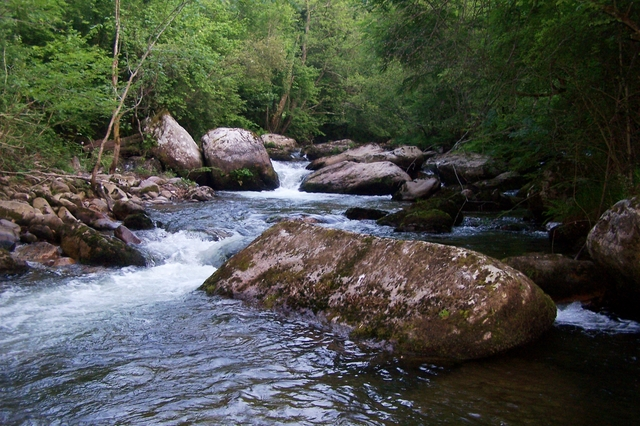
El riu Besaya s'uneix a les aigües del Saja a l'altura de la localitat de Ganzo, dintre del municipi de Torrelavega

La conca hidrogràfica del riu Besaya és la major conca que existeix en Cantàbria, en abastar una superfície de 1.025,5 km². Rep una precipitació anual de 1.214,3 hectòmetres cúbics i registra un aporti de 777,5 hectòmetres cúbics, el que representa en la desembocadura del Besaya, a través de la ria de Suances, un cabal brut de 24,65 metres cúbics per segon. Sense tenir en compte la conca del riu Saja, principal afluent del Besaya, la conca del Besaya presenta una extensió de 556 km², englobant els termes municipals de Campoo de Enmedio, Pesquera, Santiurde de Reinosa, San Miguel de Aguayo, Bárcena de Pie de Concha, Molledo, Arenas de Iguña, Anievas, Cieza, San Felices de Buelna, Los Corrales de Buelna, Cartes, Torrelavega, Polanco i Suances.
El Besaya, igual que els principals rius càntabres, origina una vall transversal a la línia de costa que va canalitzant, a través d'un gran nombre d'afluents, entre els quals destaquen el Bisueña, el Torina, l'Erecia i el Llares. Les aigües procedents de la serra de Bárcenamayor, dels Altos de Haro, Mediajo Frío, Castrucos, Cildá i de les forests de Tejas i Dobra. En el seu recorregut sud-nord, el Besaya travessa permotriàstics, on el riu s'encaixa donant origen a arenisques triàsiques, una vall en forma de "V" i de forts pendents. És en aquests trams, i en funció dels acusats desnivells, on s'han instal·lat alguns embassaments, que tenen un aprofitament energètic. Per altra banda, fora d'aquests trams, i especialment en els cursos mitjà i baix, el Besaya discorre per extenses vegues, que en moment de fortes riades donen lloc a catastròfiques inundacions com les d'octubre de 1983

## Galeria d'imatges

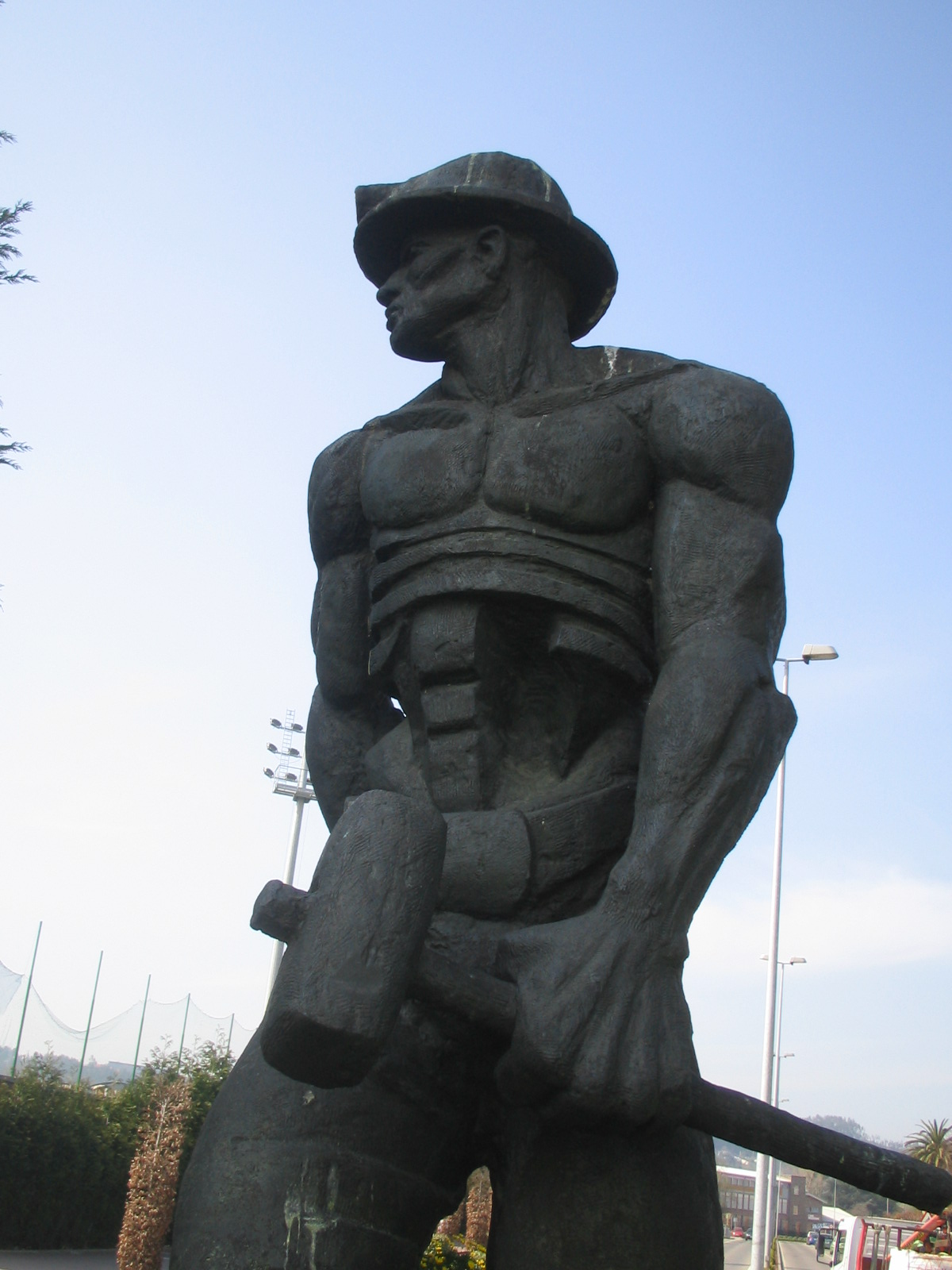
Al·legoria de la mineria, obra de l'escultor càntabre Jesús González de la Vega, a Torrelavega.
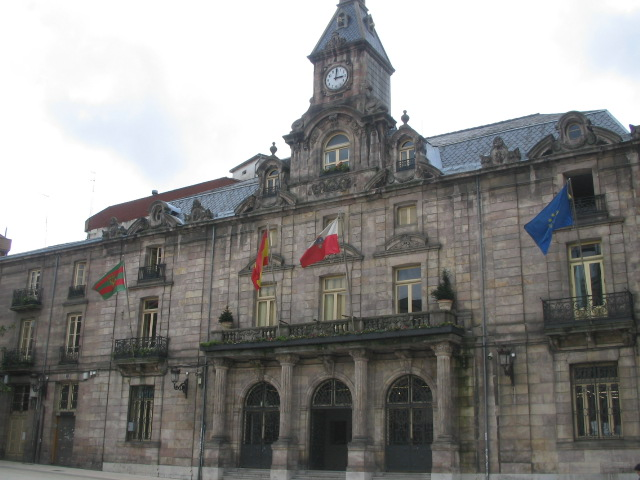
Ajuntament de Torrelavega.
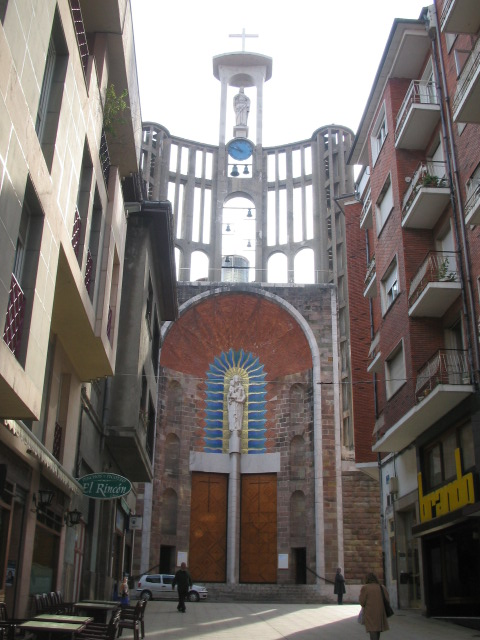
Façana de l'Església de la Verge Gran, a Torrelavega.
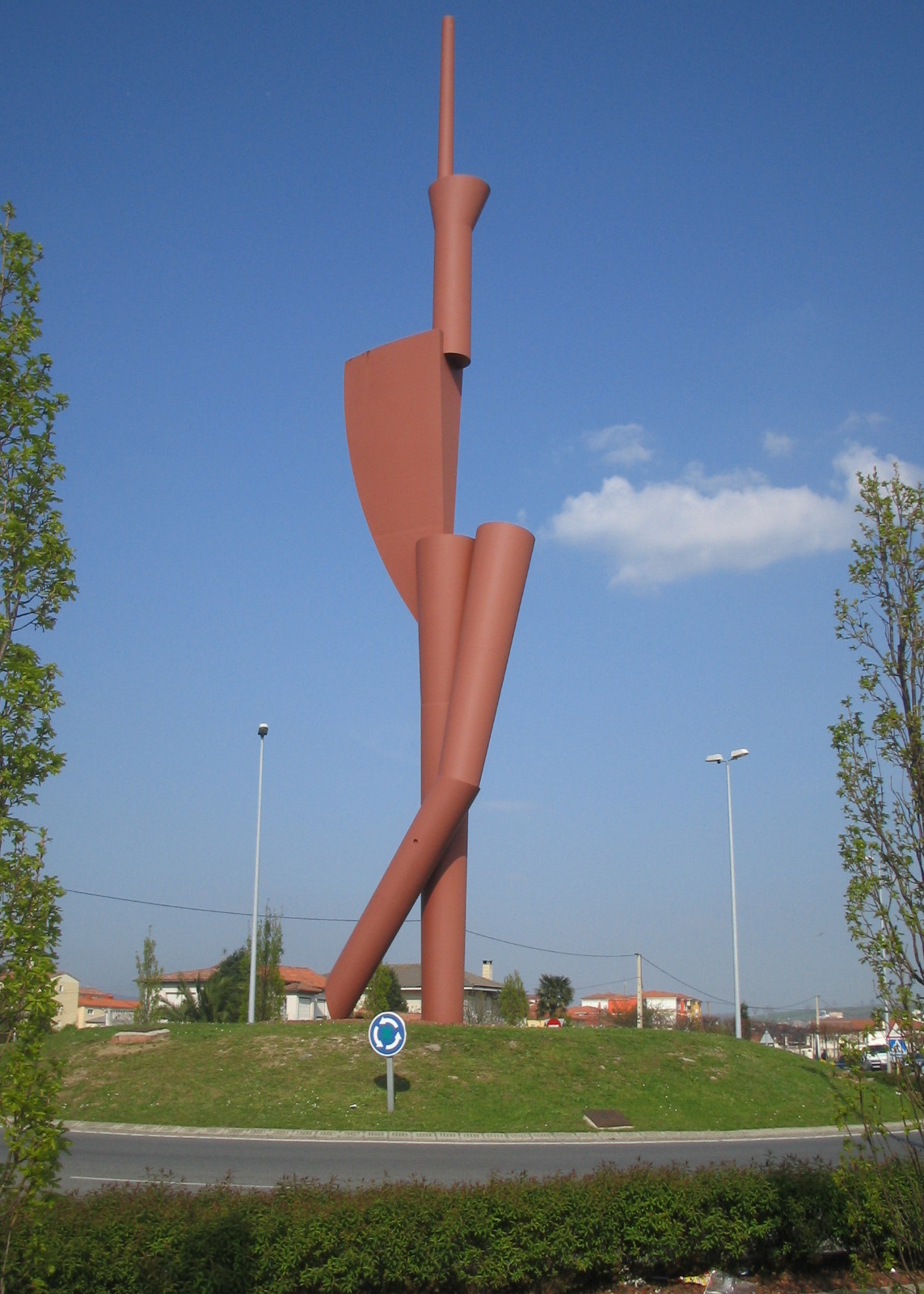
Glorieta del boulevar ronda, a Nueva Ciudad, amb escultura Oteando, de Miquel Navarro, a Torrelavega.
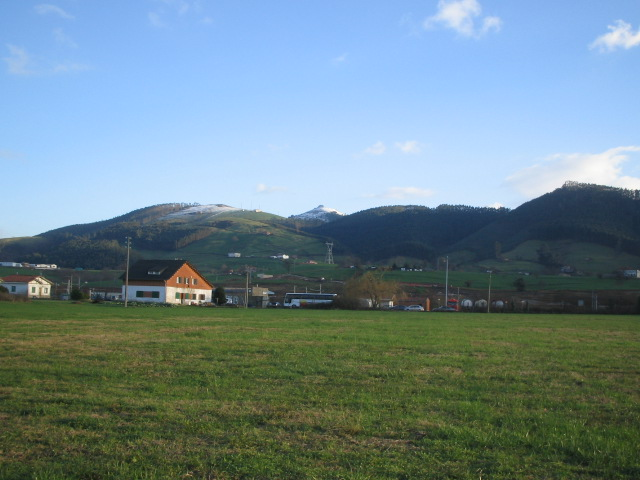
El Pico Dobra vist des de Viérnoles (Torrelavega).
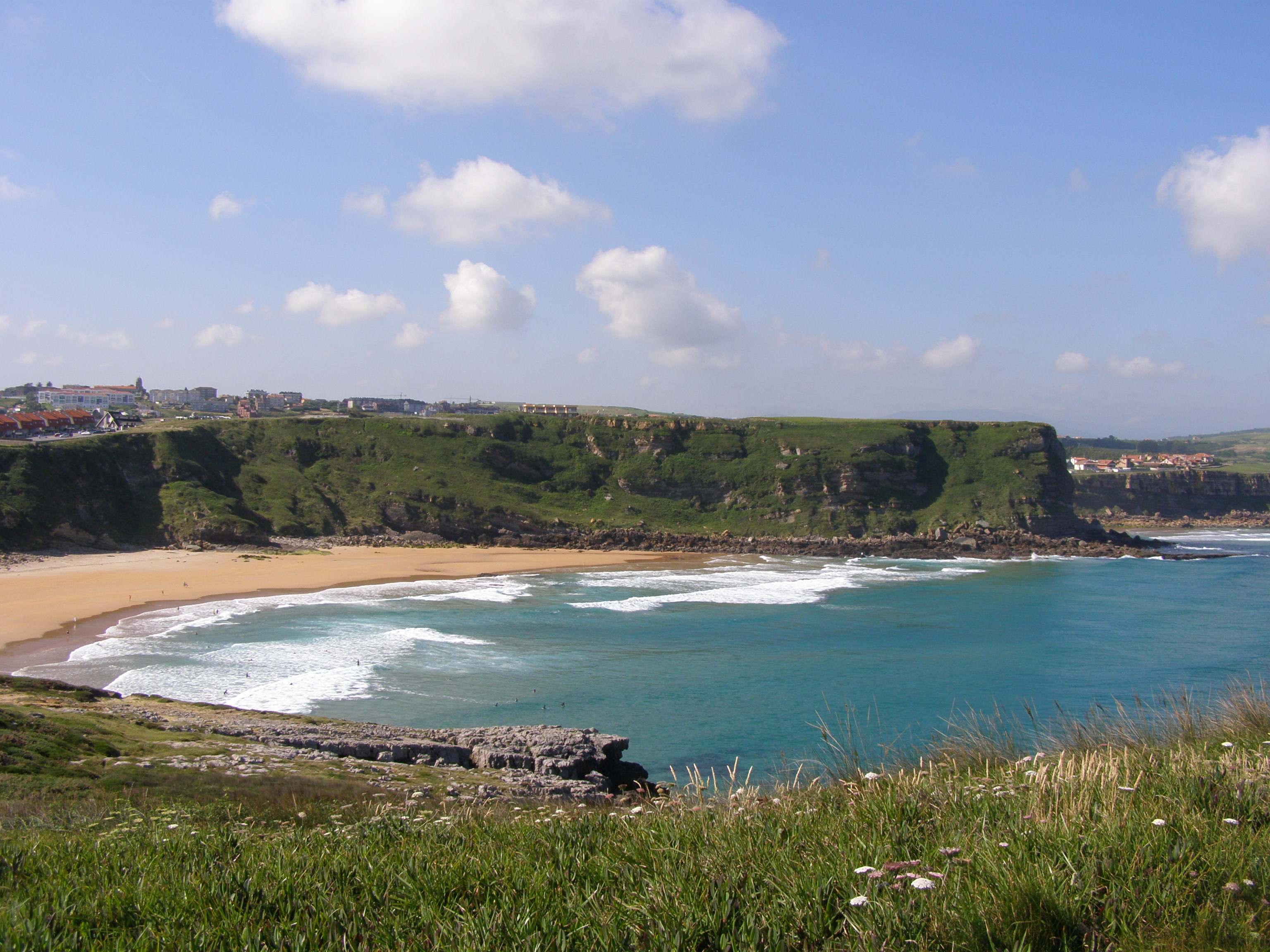
Platja de los Locos a Suances.
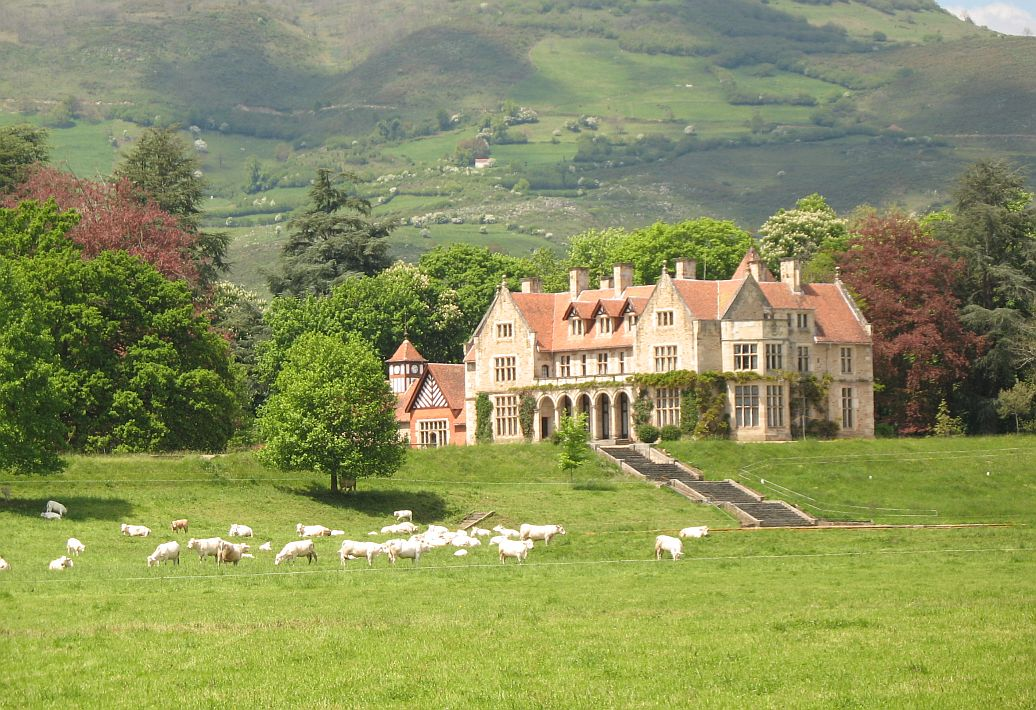
El Palau de los Hornillos a Arenas de Iguña.
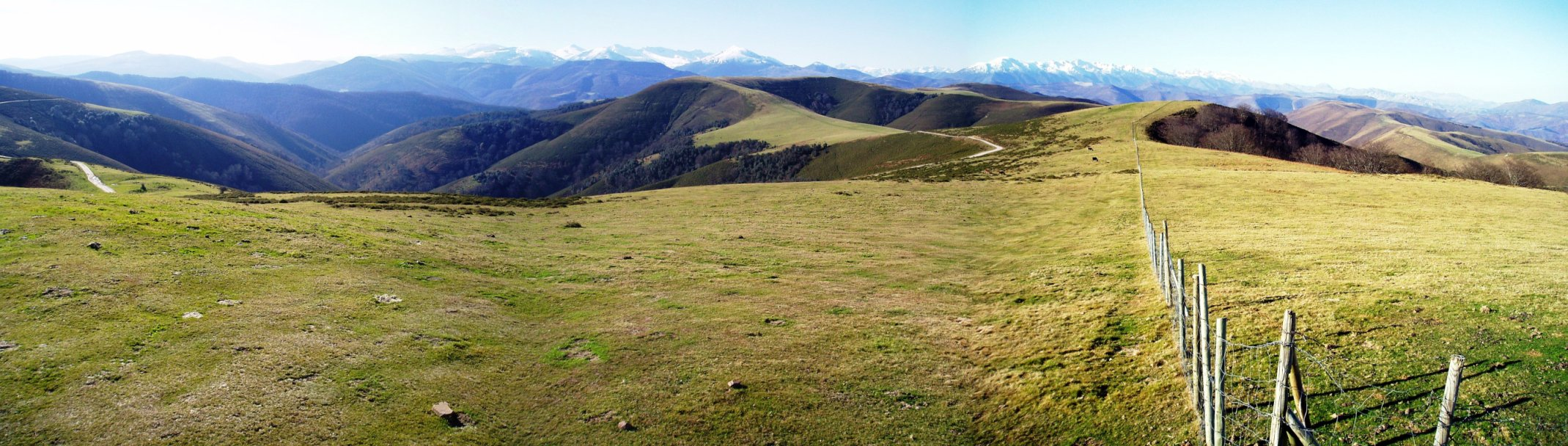
Vista panoràmica des del Pico Tordías, a Arenas de Iguña.
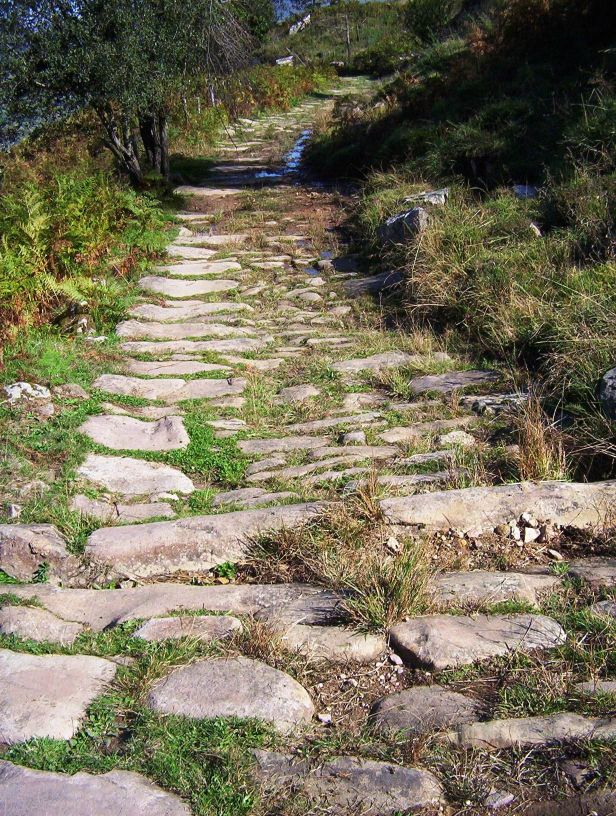
Camí enlloçat de Bárcena de Pie de Concha.
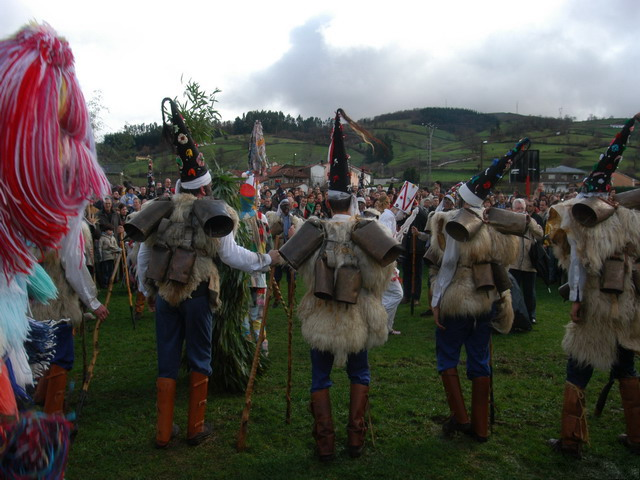
Festa de la Vijanera a Silió (Molledo).